# Food porn
Food porn („pornografia jedzenia”, „pornografia żywności”) – upiększona wizualna prezentacja gotowania lub jedzenia w reklamach, blogach, programach kulinarnych lub innych mediach wizualnych (m.in. Facebook, Instagram, Pinterest). Pornografia żywności często przybiera formę fotografii kulinarnej z pomocą stylizacji, która prowokacyjnie przedstawia jedzenie, podobnie jak fotografia glamour lub pornografia.

## Historia terminu
Jedną z najwcześniejszych form tego terminu można znaleźć w artykule Aleksandra Cockburn opublikowanym w grudniu 1977 r. w The New York Review of Books, w którym Cockburn napisał: „Prawdziwa gastro-pornografia zwiększa emocje, a także poczucie nieosiągalności przedstawiając kolorowe fotografie różnych gotowych przepisów ”. Tego terminu użyto wówczas w znaczeniu negatywnym. Michael F. Jacobson jako pierwszy użył zwrotu „food porn” w biuletynie Center for Science in the Public Interest z 1979 r. w celu wyznaczania różnicy pomiędzy zdrowymi i niezdrowymi produktami przeznaczonymi do konsumpcji. Jacobson wyjaśnił później, że „wymyślił to pojęcie, aby wyróżnić jedzenie, które  było  tak  ekstremalnie  wykraczające  poza  to,  co  powinno  być  jedzeniem,  że  zasługuje  na  określenie  mianem  pornografii”. 

## Food porna kultura
Termin „pornografia żywności” odnosi się do zdjęć żywności na różnych platformach społecznościowych, takich jak telewizja, czasopisma kulinarne, blogi internetowe, aplikacje mobilne, strony internetowe i platformy mediów społecznościowych. Powodem, dla którego pornografia kulinarna silnie łączy się z kulturą popularną, jest fakt, że ludzie doświadczają jedzenia w życiu codziennym. Food porn nie jest specyficzny dla platform mediów społecznościowych i może być również częścią tej kategorii w gazetach i blogach internetowych. Co więcej, termin food porn występuje na całym świecie. Bariery językowe, które istnieją kulturowo, można ominąć za pomocą #foodporn. Pornografia jedzenia jest wykorzystywana wspólnie przez użytkowników online i nie wyklucza ani nie uprzywilejowuje jednego jedzenia nad drugim.
Jak zaważa Krishnendu Ray, food porn:
a) może być omawiany w kontekście pornografii – polega na oglądaniu innych ludzi, samemu nie uczestnicząc w czynności;
b) istnieje coś nieosiągalnego w posiłkach prezentowanych przez media;
c) nie ma żadnej wartości pedagogicznej;
d) nie pokazuje trudności w przygotowywaniu posiłków;
e) istnieje coś niemoralnego w tej zabawie jedzeniem, kiedy wielu ludzi na świecie głoduje.

## Food porn a seksualność
Termin „pornografia jedzenia” nie dotyczy ściśle związku między jedzeniem a seksualnością. W Stanach Zjednoczonych food porn jest terminem stosowanym, gdy „producenci żywności czerpią zyski z niechęci do niskokalorycznych i dietetycznych produktów spożywczych, sprzedając smakołyki o wysokiej zawartości tłuszczu i sprawnym działaniu zatykającym tętnice”.
Współczesna literatura i kino konsekwentnie łączą jedzenie i seksualność. Uczeni zwracają uwagę na historyczne związki między jedzeniem a seksem. W swojej książce Food: The Key Concepts Warren Belasco bada ten szczególny rezonans między kuchnią a sypialnią w nowoczesnym słowniku: „te intensywnie zseksualizowane związki między jedzeniem a miłością utrudniają przyjęcie ascezy implikowanej w odpowiedzialnym jedzeniu. Jeśli ciasto, cukier, tłuszcz, mięso i sól są tak ściśle związane z najdelikatniejszymi przyjemnościami w życiu, kto kiedykolwiek chciałby je ograniczyć?”. Kiedy Alexander Cockburn zdefiniował termin „gastro porn”, użył słowa „podniecenie” oraz „nieosiągalny”, sugerujący element fantazji, który można zobaczyć zarówno w pornografii spożywczej, jak i „tradycyjnej” pornografii. Wraz z rozwojem modnych diet i programów ćwiczeń fizycznych w latach 80. XX w. pojawiła się podobna tendencja wzrostowa w mediach związanych z jedzeniem oraz rozwój zaburzeń odżywiania. Gdy ludzie nadal ograniczali kalorie, media związane z jedzeniem zyskały na popularności ze względu na możliwość zapewnienia konsumentowi zaspokojenia swoich fantazji kulinarnych.